# Campeonato Europeo de Tiro con Arco en Sala de 2000
El VII Campeonato Europeo de Tiro con Arco en Sala se celebró en Spała (Polonia) entre el 1 y el 5 de marzo de 2000 bajo la organización de la Unión Europea de Tiro con Arco (WAE) y la Federación Polaca de Tiro con Arco.

## Resultados

### Femenino
| Evento                    | Oro                                                        | Plata                                                | Bronce                                                                    |
| ------------------------- | ---------------------------------------------------------- | ---------------------------------------------------- | ------------------------------------------------------------------------- |
| Arco recurvo individual   | Natalia Nasaridze Turquía                                  | Kateryna Paleja · Ucrania                            | Aurore Trayan Francia                                                     |
| Arco recurvo por equipo   | Anna Łęcka · Barbara Węgrzynowska · Agata Bulwa · Polonia  | Aurore Trayan Alexandra Fouace Céline Mignon Francia | Nadezhda Badmazirenova · Margarita Galinovskaya · Yelena Grachova · Rusia |
| Arco compuesto individual | Catherine Pellen Francia                                   | Valérie Fabre Francia                                | Maryann Richardson Reino Unido                                            |
| Arco compuesto por equipo | Catherine Pellen Valérie Fabre Sandrine Vandionant Francia | Lene Ahrenfeldt Louise Hauge Camilla Sømod Dinamarca | Sylviane Lambelet · Rita Riedo · Karin Probst · Suiza                     |

## Medallero
| Núm. | País         | Oro | Plata | Bronce | Total |
| ---- | ------------ | --- | ----- | ------ | ----- |
| 1    | Francia      | 3   | 2     | 1      | 6     |
| 2    | Turquía      | 2   | 0     | 1      | 3     |
| 3    | Reino Unido  | 1   | 1     | 1      | 3     |
| 4    | Italia       | 1   | 0     | 1      | 2     |
| 5    | Polonia      | 1   | 0     | 0      | 1     |
| 6    | Dinamarca    | 0   | 1     | 2      | 3     |
| 7    | Suiza        | 0   | 1     | 1      | 2     |
| 8    | Alemania     | 0   | 1     | 0      | 1     |
| 8    | Países Bajos | 0   | 1     | 0      | 1     |
| 8    | Ucrania      | 0   | 1     | 0      | 1     |
| 11   | Rusia        | 0   | 0     | 1      | 1     |
|      | TOTAL        | 8   | 8     | 8      | 24    |